# Horochiwśke (obwód mikołajowski)
Horochiwśke (ukr. Горохівське) – wieś na Ukrainie, w obwodzie mikołajowskim, w rejonie basztańskim, siedziba hromady. W 2001 liczyła 1022 mieszkańców, spośród których 923 wskazało jako ojczysty język ukraiński, 89 rosyjski, 5 mołdawski, 1 bułgarski, 2 białoruski, a 2 inny.